# Boutiques de comunicação
Boutiques de comunicação são empresas de assessoria de imprensa e relações públicas que têm como principal diferencial o atendimento personalizado e exclusivo que prestam a seus clientes.  
Possuem uma estrutura menos hierárquica, o que  possibilita maior autonomia e flexibilidade no atendimento. Os clientes têm contato direto com os  próprios executivos seniores, profissionais com anos de experiência no ramo e conhecimento especializado em setores diversos. 
Recentemente, foram criadas algumas redes internacionais de boutiques de comunicação, o que permitiu a essas agências oferecer serviços especializados em todos os continentes. Essa também foi uma forma encontrada para unir forças e enfrentar grandes corporações de assessoria de imprensa e relações públicas, já que assim podem oferecer serviços globais e especializados de qualidade, a um custo reduzido para os clientes.  
As empresas parceiras avaliam e decidem sobre a inclusão de cada agência nova ao grupo, que se reúne anualmente para a troca de ideias e discussão de tendências do mercado pelo mundo.  
Boutiques de comunicação diferenciam-se de assessorias de imprensa multinacionais por oferecerem:
Atenção individualizada: profissionais experientes que trabalham em contato direto e diário com os clientes

Eficiência: equipes afinadas e atentas

Foco no resultado: têm como prioridade alcançar resultados que podem ser medidos pelos clientes